# Melaleuca sclerophylla
Melaleuca sclerophylla är en myrtenväxtart som beskrevs av Friedrich Ludwig Diels. Melaleuca sclerophylla ingår i släktet Melaleuca och familjen myrtenväxter. Inga underarter finns listade i Catalogue of Life.